# Luisa Gallotti Balboni
Luisa Gallotti Balboni (Parma, 28 aprile 1913 – Rapallo, 31 dicembre 1979) è stata una politica italiana.

## Biografia
Nata in una famiglia della piccola borghesia, dopo essersi laureata all'Università Ca' Foscari Venezia in lingue e letterature moderne, iniziò ad insegnare lingua inglese nei licei. Nel capoluogo veneziano conobbe il futuro marito, Piero Balboni che sposò nel 1941. Trasferitisi a Ferrara, entrambi convinti antifascisti, si avvicinarono durante quel periodo alla Resistenza e ai movimenti locali della sinistra e del Partito Comunista Italiano.
Grazie al suo forte impegno politico fu eletta nel 1946 consigliere al Comune di Ferrara e
si dedicò attivamente ad attività sociali e a sostegno delle donne in seno all'Unione Donne Italiane (UDI).
Nominata sindaca di Ferrara il 25 marzo 1950, entrò in carica il 5 novembre dell'anno successivo dopo accese polemiche: fu la prima donna ad amministrare una città capoluogo di provincia. Successivamente riconfermata, rimase in carica fino al 1958 quando, il 25 maggio, fu eletta senatrice della III legislatura della Repubblica Italiana nelle file del Partito Comunista Italiano.
A causa delle precarie condizioni di salute del marito, rifiuterà di candidarsi nuovamente alle successive elezioni, senza abbandonare l'attività politica, seppure rimanendo in una posizione più defilata. Dopo la morte del marito, avvenuta nel 1963, nell'anno successivo si trasferì a Milano per accudire la madre ammalata, spostandosi definitivamente nel 1972 a Rapallo, dove morì nel 1979.
Dal 28 maggio 2016 le sue spoglie riposano nel Cimitero monumentale della Certosa di Ferrara.

## Attività politica
L'attività politica di Luisa Gallotti Balboni iniziò con l'impegno antifascista nel periodo della Resistenza, portato avanti con il supporto e la collaborazione del marito. La loro casa, infatti, era sede delle riunioni clandestine comuniste. Nel dopoguerra mise a frutto le esperienze maturate nell'attuazione di iniziative di impegno sociale rivolte alle categorie più bisognose.
Grazie alla notorietà acquisita durante la militanza politica svolta nella provincia ferrarese, la Balboni venne eletta consigliere comunale nel 1946. Nel 1948 assunse l'incarico di Assessore alla Pubblica Istruzione e Arte.
Il 25 marzo del 1950 avvenne la sua nomina a sindaco di Ferrara, ad opera del Consiglio Comunale, per l'epoca eccezionale attestato di stima nei confronti di un politico donna. La sua nomina venne avversata dalla stampa anticomunista facente capo al quotidiano il Secolo d'Italia. Il Prefetto, forte di una presunta irregolarità procedurale, non riconobbe la legittimità della nomina, la cui effettiva validità fu tuttavia confermata dal pronunciamento del Consiglio di Stato il 5 novembre 1951. Nonostante l'avversa ed incessante campagna denigratoria ad opera di alcuni quotidiani quali l'Avvenire d'Italia e il Giornale dell'Emilia, che ipotizzarono dietro l'attività amministrativa della donna la regia di Giovanni Buzzoni, ex Sindaco ferrarese dimissionario a seguito di uno scandalo per essersi fregiato del titolo di Dottore senza averne diritto, a seguito delle elezioni del 25 maggio 1952 la Balboni venne riconfermata alla guida della città di Ferrara. Ulteriore riconferma avvenne alle elezioni del 28 maggio 1956. Durante l'amministrazione della città ferrarese prodigò i suoi sforzi in direzione dell'edilizia scolastica che versava in pessime condizioni dopo la seconda guerra mondiale e della refezione scolastica. Concentrò la sua attività amministrativa anche sull'assistenza alle famiglie disagiate, sulla tutela della salute dei minori (con la creazione di ambulatori specifici per tale scopo) e sul rilancio della cultura nel territorio da lei amministrato. Nel 1951 si prodigò con la cittadinanza nel fornire aiuti alle popolazioni del Polesine colpite dall'inondazione del fiume Po.
Alle elezioni politiche del 1958 fu candidata al Senato nel collegio di Portomaggiore per il Partito Comunista Italiano e ottenne il seggio con più di 50.000 voti di preferenza.

## Riconoscimenti
Le sono stati dedicati:
- il polo scolastico di via del Salice, a Ferrara.[4][5][6]
- una via a Ferrara[7]
- idealmente, il bassorilievo presente al Parco Massari, Alle donne “Resistenti” dei Gruppi di Difesa della Donna a Ferrara, realizzato nell'a.a. 2012/2013 dagli allievi dell'indirizzo Figurativo del civico liceo artistico Dosso Dossi.[8]